# Dvärgtufs
Dvärgtufs (Leptogium teretiusculum) är en lavart som först beskrevs av Carl (Karl) Friedrich Wilhelm Wallroth, och fick sitt nu gällande namn av Arnold. Dvärgtufs ingår i släktet Leptogium, och familjen Collemataceae. Enligt den finländska rödlistan är arten nära hotad i Finland. Arten är reproducerande i Sverige. Artens livsmiljö är skogar.

## Bildgalleri

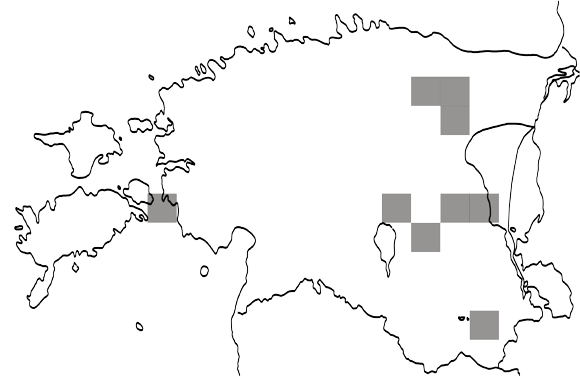